# Hopi jezik
Hopi jezik (ISO 639-3: hop; isto i moqui, moki), jezik šošonske skupine, porodice juto-astek kojim govori 5 260 ljudi (2000 popis), pripadnika plemena Hopi Indijanaca iz sjeveroistočne Arizone. Govori se u nekoliko sela. Pismo: latinica.
Hopi je jedini predstavnik istoimene podskupine koja je dobila ime po njemu. Postoje tri dijalekta: mishongnovi, toreva ili second mesa [hop-mis], oraibi ili third mesa [hop-thi] (Oraibi, Hotevilla, Bacabi, New Oraibi, Moencopi), i polacca ili first mesa (Walpi i Sichomovi) [hop-fir]

## Vanjske poveznice
- Ethnologue (14th)
- Ethnologue (15th)